# Vendat
Vendat – miejscowość i gmina we Francji, w regionie Owernia-Rodan-Alpy, w departamencie Allier.

## Demografia
Według danych na rok 1990 gminę zamieszkiwało 1881 osób, a gęstość zaludnienia wynosiła 112 osób/km². W styczniu 2015 r. Vendat zamieszkiwało 2318 osób, przy gęstości zaludnienia wynoszącej 138,1 osób/km².